# Curtis Cooper
Curtis Niles Cooper est un mathématicien américain. Il est professeur à l'université du Missouri central (en), au département de mathématiques et informatique.

## GIMPS
À l'aide d'un logiciel du projet GIMPS (Great Internet Mersenne Prime Search), Cooper et Steven Boone ont découvert plusieurs nombres premiers de Mersenne dont le 43e, 230 402 457 – 1, le 15 décembre 2005. 700 ordinateurs connectés ont été nécessaires pour calculer ce nombre à 9 152 052 chiffres décimaux. C'est aussi le neuvième nombre premier de Mersenne découvert par le GIMPS.
Le 25 janvier 2015, Cooper trouve son 3e nombre premier de Mersenne 257 885 161 – 1.
Le 17 septembre 2015 (mais annoncé seulement le 7 janvier 2016 à cause d'un bug qui avait empêché son signalement), Cooper en découvre un autre, 274 207 281 – 1, qui était jusqu'au 26 décembre 2016 le plus grand nombre premier de Mersenne jamais découvert, composé de 22 338 618 chiffres décimaux.
Cooper est aussi l'éditeur de la revue Fibonacci Quarterly.